# Inge Berndt
Inge Berndt, geboren als Inge Lippelt (* 11. Oktober 1933 in Haldensleben) ist eine deutsche Sportwissenschaftlerin, Hochschullehrerin und Sportfunktionärin. Berndt gilt als Vorkämpferin für Frauenrechte im Sport.

## Leben
Berndts Vater war Zahnarzt, nach dem frühen Tod der Eltern wuchs sie bei Pflegeeltern auf. Als aktive Sportlerin betrieb sie Leichtathletik und Basketball. Nach bestandenem Abitur absolvierte sie an der Martin-Luther-Universität Halle-Wittenberg ein Studium in den Fächern Leibeserziehung und Erziehungswissenschaft. Anschließend war sie drei Jahre lang als wissenschaftliche Assistentin am Institut für Lehrerbildung in Köthen und am Pädagogischen Institut der Uni Halle tätig. Ein Jahr nach der Hochzeit mit dem Pädagogen Ernst Berndt siedelte das Paar 1959 aus politischen Gründen von der Deutschen Demokratischen Republik in die Bundesrepublik Deutschland über.
1959 trat sie im Bundesland Hessen in den Schuldienst ein. 1978 schloss Berndt an der Justus-Liebig-Universität Gießen ihre Doktorarbeit ab. Im selben Jahr war sie nach Pohlheim gezogen und engagierte sich im TV Hausen. Das Thema ihrer Dissertation lautete „Untersuchungen zur Entwicklung motorischer Fertigkeiten im Basketballspiel bei 11-12jährigen Jungen im Rahmen des Schulsportunterrichts“. 1979 trat sie an der sportwissenschaftlichen Fakultät der Universität Bielefeld im von Dietrich Kurz geleiteten Arbeitsbereich „Sportunterricht und Erziehung“ eine Stelle als Akademische Rätin an. Berndt arbeitete in Bielefeld neben anderen mit Klaus Willimczik, Walter Brehm, Klaus Roth, Ralf Laging sowie Eckart Balz zusammen.
Von 1986 bis 1998 gehörte Berndt dem Präsidium des Deutschen Sportbundes (DSB) als Vorsitzende des Bundesausschusses „Frauen im Sport“ an. Unter ihrer Leitung wurden unter anderem Frauenförderpläne für Sportorganisationen ausgearbeitet, welche sie auf internationaler Ebene 1995 auf der Weltfrauenkonferenz in Peking vorstellte. Sie war Mitbegründerin der Arbeitsgruppe „Europäische Frauen und Sport“ in der Europäischen Sportkonferenz.
1987 war Berndt innerhalb der Deutschen Vereinigung für Sportwissenschaft (DVS) an der Gründung der Sektion Sportpädagogik beteiligt. Sie war Mitglied im Deutschen Frauenrat. Von Friedrich Mevert wurde Berndt als „Kämpferin für die Interessen der Frauen im Sport“ bezeichnet. 1996 forderte sie eine Frauenquote für Spitzenämter in Sportverbänden. 1999 schied Berndt an der Uni Bielefeld als Akademische Oberrätin aus dem Hochschuldienst aus.
Wichtige Themen ihres sportwissenschaftlichen Schaffens waren unter anderem „Frauen und Mädchen im Vereinssport“, „Mädchen im Nachwuchsleistungssport“, „Sportinteresse und Sportbeteiligung bei jugendlichen Mädchen“, übergewichtige Kinder im Schulsport und Frauen im Deutschen Sportbund. 1996 veröffentlichte sie mit Ursula Voigt das Buch „Frauen im Sport: Orientierungen - Ideen - Programme“.